# Espionage
Espionage é uma equipa norueguesa de composição e produção musical, composta por Amund Bjørklund e Espen Lind, sediada em Nova Iorque.
Os géneros musicais da equipa incluem R&B e pop. Foi fundada em Oslo, capital da Noruega. A equipa entrou na indústria americana em 2005, produzindo os singles "Irreplaceable" de Beyoncé Knowles e "With You" de Chris Brown.
Mais recentemente, produziram os singles "Angel in Blue Jeans" da banda Train (2014) e "The Very First Night" de Taylor Swift (2021).

## Discografia
Singles Top 10 no Hot 100 da Billboard
- "Irreplaceable" - Beyoncé
- "With You"  - Chris Brown
- "Hey, Soul Sister" - Train
- "Drive By" - Train

Outras faixas produzidas
- "Enough" - Emeli Sandé
- "Restless Heart" - Matt Hires
- "Beautiful Girls Are the Loneliest" - McBusted
- "Drive By" - Train
- "50 Ways To Say Goodbye" - Train
- "Bruises feat. Ashley Monroe" - Train
- "Mermaid" - Train
- "Sing Together" - Train
- "Middle of Nowhere" - Selena Gomez & the Scene
- "Turn Me On" - Lelia Broussard
- "My Heart's a Cannonball" - Lelia Broussard
- "Everybody Vs You and Me" - Damato
- "Love Suicide" - Tinie Tempah
- "Get Around This" - SafetySuit
- "Things To Say" - SafetySuit
- "Angels" - Damato
- "Summer Rain" - Matthew Morrison
- "Good Girl" - Alexis Jordan
- "The Air That You Breathe - Alexis Jordan
- "Say That" - Alexis Jordan
- "Naked" - Kimberly Caldwell
- "Don't Be Shy" - Burnham
- "Chasing Lizzie" - Burnham
- "It's Gotta Be Love"- Lee DeWyze
- "Stay Here" - Lee DeWyze
- "Brick by Brick"- Train
- "Half Moon Bay"- Train
- "That's What I'm Here for" - Jason Castro
- "If I Were You" - Jason Castro
- "Heart of Stone" - Jason Castro
- "Brand New You" - Miranda Cosgrove
- "What Are You Waiting For?" - Miranda Cosgrove
- "Pastime" - Lionel Richie
- "Come Back to Me" - David Cook
- "Lie" - David Cook
- "Life on the Moon" - David Cook
- "Angel" - Leona Lewis
- "Can't Stop The Rain - Jennifer Hudson
- "Now You Tell Me" - Jordin Sparks
- "Just for the Record" - Jordin Sparks
- "Go On Girl" - Ne-Yo
- "Underdog" - Jonas Brothers
- "Don't Be Shy" - Burnham
- "My Little Secret" - Cavo
- "Ghost" - Cavo
- "Just Can't Have It" - Esmee Denters
- "You" - Elliott Yamin
- "Don't Change" - Elliott Yamin
- "One Word" - Elliott Yamin
- "I Don't Wanna Care" - Jessica Simpson
- "The One That Got Away" - Johnta Austin
- "Men Like You" - Mary J. Blige
- "I Will Be with You" - Sarah Brightman feat. Paul Stanley
- "The Last Goodbye" - Atomic Kitten
- "Cry" - Kym Marsh

## Ligações Externas
- Espen Lind - Site oficial (em inglês)